# Reisjärvi
Reisjärvi je obec v provincii Severní Pohjanmaa. Počet obyvatel obce je 3 038 (2007), rozloha 508,56 km² (z toho 26,52 km² připadá na vodní plochy). Hustota zalidnění je pak 6,3 obyv./km².

## Vesnice

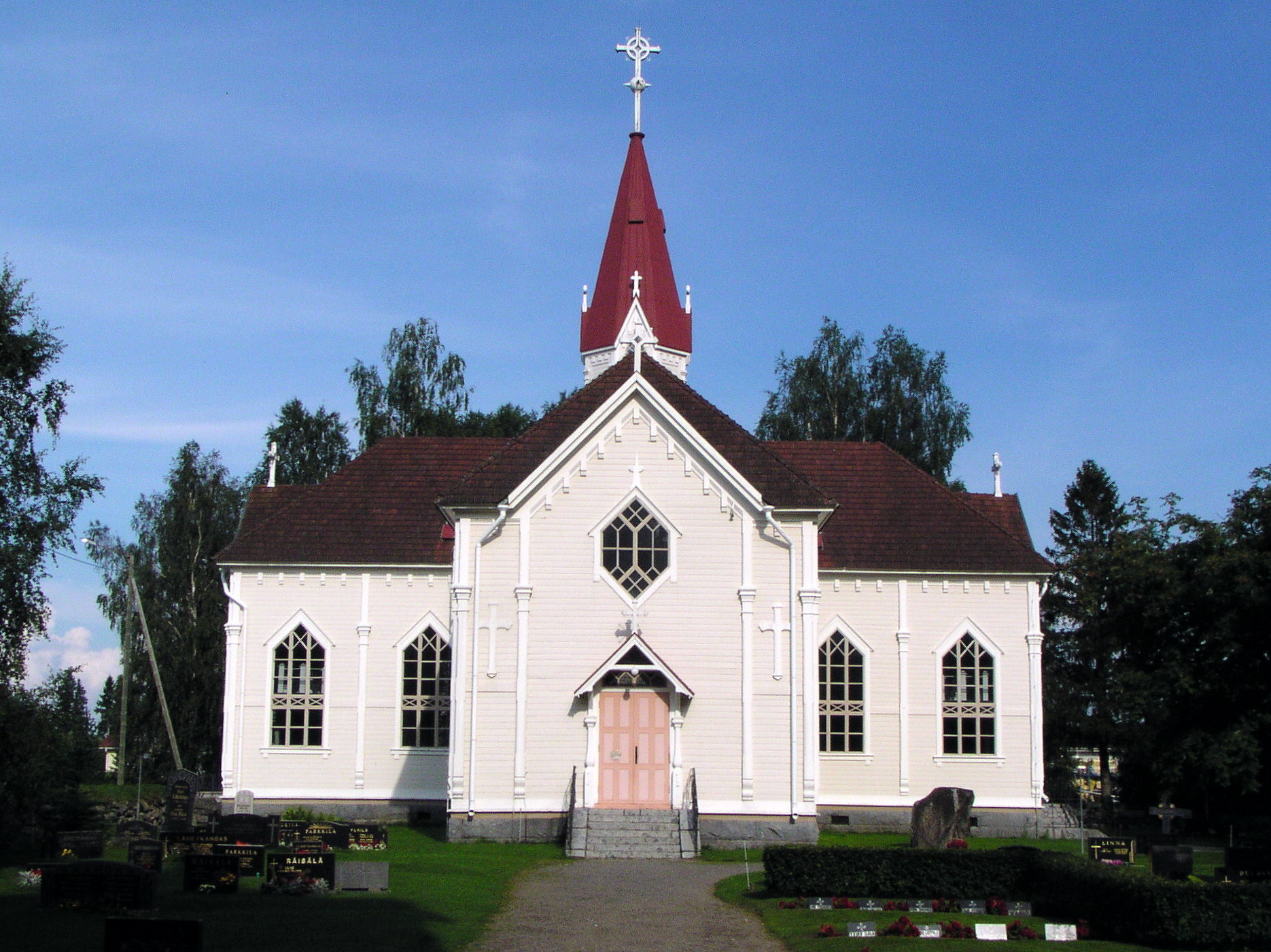
Kostel v Reisjärvi

- Kalaja
- Kangaskylä
- Kirkonkylä
- Köyhänperä
- Leppälahti
- Hylkiranta
- Kinnulanranta
- Järvikylä

## Různé
- Od roku 1996 se ve městě pořádá „Finské porcelánové léto“ - mezinárodní sešlost malířů porcelánu a všech, co se o porcelán zajímají.